# Топологическая K-теория
В математике, топологическая K-теория является подразделом алгебраической топологии. В начале своего существования она применялась для изучения векторных расслоений на топологических пространствах с помощью идей, признанных в настоящее время частью (общей) K-теории, введенной Александром Гротендиком . Ранние работы по топологической K-теории принадлежат Майклу Атья и Фридриху Хирцебруху. 

## Определения
Пусть X — компактное хаусдорфово пространство и {\displaystyle k=\mathbb {R} } или {\displaystyle \mathbb {C} }. Тогда {\displaystyle K_{k}(X)} определяется как группа Гротендика коммутативного моноида конечномерных {\displaystyle k}-векторных расслоений над X с суммой Уитни. Тензорное произведение расслоений задаёт на K-теории структуру коммутативного кольца. Без индекса, {\displaystyle K(X)} обычно обозначает комплексную K-теорию, тогда как вещественная K-теория иногда обозначается как {\displaystyle KO(X)}. Далее мы рассматриваем комплексную K-теорию. 
В качестве начального примера заметим, что K-теорией точки являются целые числа. Это связано с тем, что все векторные расслоения над точкой тривиальны и поэтому классифицируются своим рангом, а группа Гротендика натуральных чисел это целые числа. 
Существует редуцированная версия K теории, {\displaystyle {\widetilde {K}}(X)},которая определяется для X — компактных пространств с выделенной точкой (ср. приведенные гомологии ). Приведенную теорию можно интуитивно рассматривать как K(X) по модулю тривиальных расслоений. Она определяется как группа классов стабильной эквивалентности расслоений. Два расслоения E и F называются стабильно изоморфными, если существуют тривиальные расслоения {\displaystyle \varepsilon _{1}}и {\displaystyle \varepsilon _{2}}, такие что {\displaystyle E\oplus \varepsilon _{1}\cong F\oplus \varepsilon _{2}} , Это отношение эквивалентности задает структуру группы на множестве векторных расслоений, поскольку каждое векторное расслоение может быть дополнено до тривиального расслоения путем суммирования с его ортогональным дополнением. С другой стороны , {\displaystyle {\widetilde {K}}(X)} можно определить как ядро отображения {\displaystyle K(X)\to K(x_{0})\cong \mathbb {Z} } индуцируемого вложением базовой точки x0 в X. 
K-теория является мультипликативной (обобщенной) когомологической теорией. Короткая точная последовательность пространств с выделенной точкой (X, A)
{\displaystyle {\widetilde {K}}(X/A)\to {\widetilde {K}}(X)\to {\widetilde {K}}(A)}
Продолжается до длинной точной последовательности
{\displaystyle \cdots \to {\widetilde {K}}(SX)\to {\widetilde {K}}(SA)\to {\widetilde {K}}(X/A)\to {\widetilde {K}}(X)\to {\widetilde {K}}(A).}
Пусть Sn будет n-ой приведенной надстройкой пространства. Тогда определим: 
{\displaystyle {\widetilde {K}}^{-n}(X):={\widetilde {K}}(S^{n}X),\qquad n\geq 0.}
Отрицательные индексы выбираются таким образом, чтобы  кограничное отображение увеличивало размерность. 
Часто имеет смысл рассматривать нередуцированную версию этих групп, определенную как: 
{\displaystyle K^{-n}(X)={\widetilde {K}}^{-n}(X_{+}).}
Где {\displaystyle X_{+}} это {\displaystyle X} с отдельной выделенной точкой, помеченной знаком «+». 
Наконец, теорема Ботта о периодичности, сформулированная ниже, даёт нам теории с положительными индексами. 

## Свойства
- Kn и, соответственно {\displaystyle {\widetilde {K}}^{n}} являются контравариантными функторами из  гомотопической категории пространств (с выделенной точкой) в категорию коммутативных колец. Следовательно, например,  K-теория над стягиваемыми пространствами это {\displaystyle \mathbb {Z} .}

- Спектром K-теории является {\displaystyle BU\times \mathbb {Z} } (с дискретной топологией на {\displaystyle \mathbb {Z} } ), т.е. {\displaystyle K(X)\cong \left[X^{+},\mathbb {Z} \times BU\right],} где [, ] обозначает классы отображений помеченных пространств с точностью до гомотопии, а BU - копредел классифицирующих пространств унитарных групп: {\displaystyle BU(n)\cong \operatorname {Gr} \left(n,\mathbb {C} ^{\infty }\right).} Аналогично,

{\displaystyle {\widetilde {K}}(X)\cong [X,\mathbb {Z} \times BU].}
Для вещественной K теории используется пространство BO .
- Аналогом операций Стинрода в K-теории являются операции Адамса . Их можно использовать для определения характеристических классов в топологической K-теории.

- Принцип расщепления в топологической K-теории позволяет свести утверждения о произвольных векторных расслоениях к утверждениям о суммах одномерных расслоений.

- Изоморфизм Тома в топологической K теории это:

{\displaystyle K(X)\cong {\widetilde {K}}(T(E)),}
где T(E) - пространство Тома векторного расслоения E над X. Это выполняется когда E является спинарным расслоением.
- Спектральная последовательность Атьи-Хирцебруха позволяет вычислять K-группы из обычных групп когомологий.

- Топологическую K-теория можно обобщить до функтора на C*-алгебрах.

## Периодичность Ботта
Периодичность, названную в честь Рауля Ботта, можно сформулировать так: 
- {\displaystyle K(X\times \mathbb {S} ^{2})=K(X)\otimes K(\mathbb {S} ^{2}),} и {\displaystyle K(\mathbb {S} ^{2})=\mathbb {Z} [H]/(H-1)^{2}}, где H - класс тавтологического расслоения на {\displaystyle \mathbb {S} ^{2}=\mathbb {P} ^{1}(\mathbb {C} ),} то есть на сфере Римана.

- {\displaystyle {\widetilde {K}}^{n+2}(X)={\widetilde {K}}^{n}(X).}

- {\displaystyle \Omega ^{2}BU\cong BU\times \mathbb {Z} .}

В вещественной K теории существует похожая периодичность, только по модулю 8. 

## Приложения
Два самых известных применения топологической K-теории принадлежат Фрэнку Адамсу . Сначала он решил задачу о единичном инварианте Хопфа, сделав вычисления с помощью операций Адамса . Затем он доказал верхнюю оценку числа линейно независимых векторных полей на сферах. 

## Характер Чженя
Майкл Атья и Фридрих Хирцебрух доказали теорему, которая связывает топологическую K-теорию CW-комплекса {\displaystyle X} с его рациональными когомологиями. В частности, они показали, что существует гомоморфизм 
{\displaystyle ch:K_{\text{top}}^{*}(X)\otimes \mathbb {Q} \to H^{*}(X;\mathbb {Q} )}
такой, что 
{\displaystyle {\begin{aligned}K_{\text{top}}^{0}(X)\otimes \mathbb {Q} &\cong \bigoplus _{k}H^{2k}(X;\mathbb {Q} )\\K_{\text{top}}^{1}(X)\otimes \mathbb {Q} &\cong \bigoplus _{k}H^{2k+1}(X;\mathbb {Q} )\end{aligned}}}
Существует алгебраический аналог, связывающий группу Гротендика когерентных пучков и кольцо Чоу гладкого проективного многообразия {\displaystyle X}. 